# 12214 Мірошніков
12214 Мірошніков (12214 Miroshnikov) — астероїд головного поясу, відкритий 7 вересня 1981 року.
Тіссеранів параметр щодо Юпітера — 3,125.